# Musée du cuivre à Legnica
 (février 2021).
Le Musée du Cuivre de Legnica (Muzeum Miedzi en Polonais) est un musée fondé en 1962 à Legnica, en Pologne, par Tadeusz Gumiński.

## Collections
Le musée du cuivre de Legnica, (ancien chef-lieu de la dynastie des Piast), abrite des collections présentant l’exploitation, le traitement et l’utilisation du cuivre. On y trouve notamment des minéraux de cuivre du monde entier, de la chalcographie ancienne et contemporaine, des objets techniques concernant l'industrie minière et la métallurgie du cuivre, des sculptures en bronze anciennes et contemporaines, des objets d’art faits en cuivre et en alliages de cuivre, des œuvres de style Art déco, de l'orfèvrerie polonaise contemporaine (œuvres d'artistes de l’entre-deux-guerres et de l’après-guerre, ainsi que les œuvres faites pour le concours de l’argent de Legnica)[réf. souhaitée].
Depuis 40 ans, l’institution a recueilli environ 30 000 objets, en plus de 8 200 livres, 1 700 périodiques à la bibliothèque du musée et leur nombre ne cesse d'augmenter.

## Le bâtiment
Dès la création du musée, son siège principal est le bâtiment baroque de l’ancienne curie des abbés de Lubiąż, érigé en 1728. Il se situe au croisement des rues św. Jana et Partyzantów. Il s'agit de l'un des plus importants monuments historiques de style baroque en Basse-Silésie. Son portail est décoré des statues de Saint Jean-Baptiste et de Sainte Edwige, orné d'un cartouche comportant le blason de l’abbaye cistercienne.

## Filiales
Il existe quatre filiales du musée :
- L’Académie des chevaliers à Legnica (lieu de plusieurs expositions temporaires) ;
- Le mausolée des Piast de Silésie à l’église Saint Jean-Baptiste à Legnica ;
- La chapelle Saint Benoît et Saint Laurent à Legnica (pavillon de la cour du château des Piast avec des vestiges de la chapelle de 1220) ;
- Le musée de la Bataille de Legnica à Legnickie Pole.

Le musée lapidaire, le plus grand de Basse-Silésie, et l’ancien tramway des années 1950 installé en 1998 devant l’ancien dépôt, appartiennent au Musée du Cuivre.
Le directeur du musée depuis 2018 est Marcin Makuch.